# Cerkiew Zaśnięcia Najświętszej Maryi Panny w Górowie Iławeckim
Cerkiew pod wezwaniem Zaśnięcia Przenajświętszej Bogurodzicy – prawosławna cerkiew parafialna w Górowie Iławeckim. Należy do dekanatu Olsztyn diecezji białostocko-gdańskiej Polskiego Autokefalicznego Kościoła Prawosławnego.

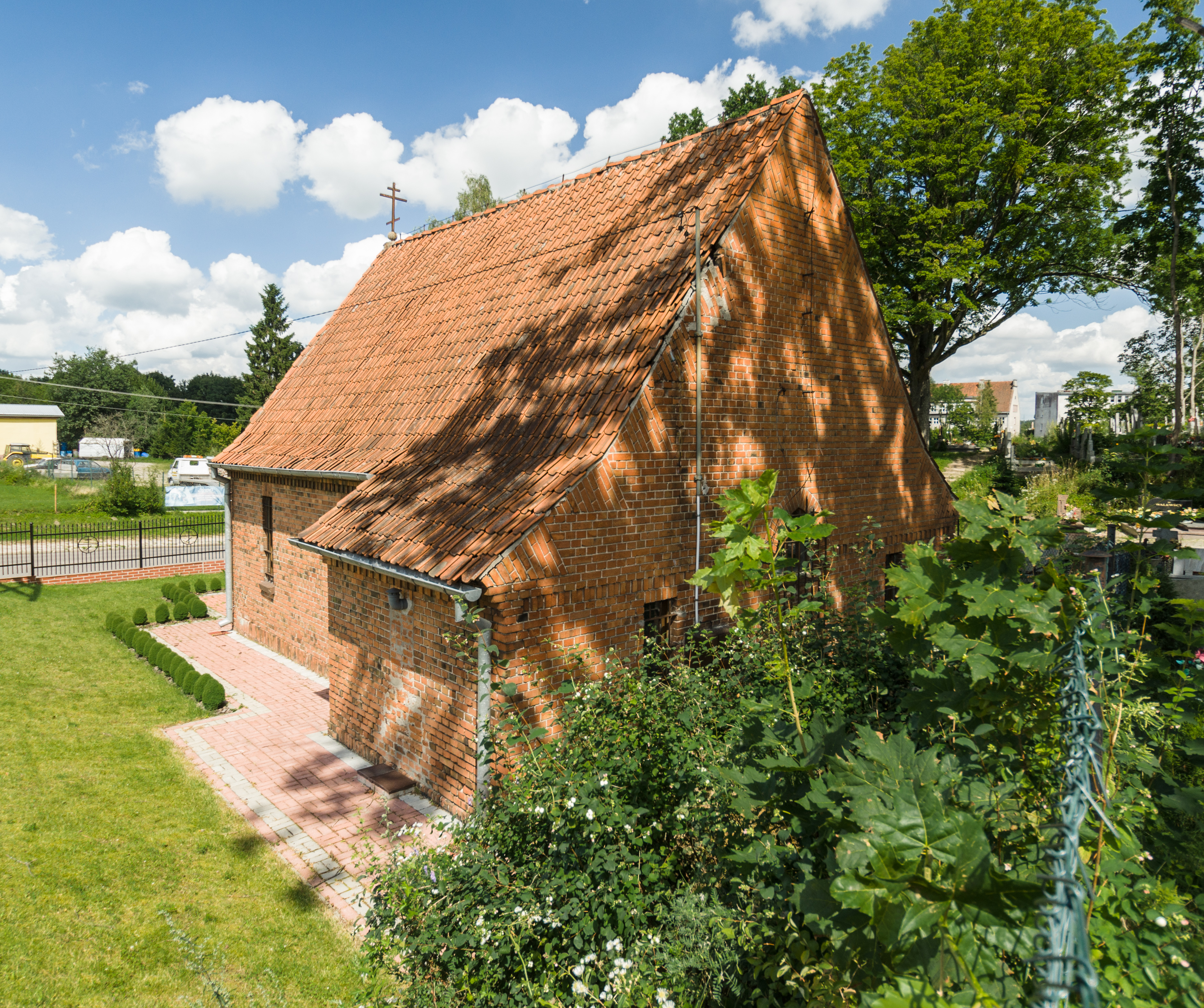

Świątynia mieści się przy ulicy Kardynała Stefana Wyszyńskiego 11. Jest to była ewangelicka kaplica cmentarna pochodząca z XIX wieku, zaadaptowana na potrzeby liturgii prawosławnej w 1948 r. Wewnątrz współczesny ikonostas. Dach zwieńczony małą kopułką.
Cerkiew wpisano do rejestru zabytków 29 września 2000 pod nr A-1695.